# Laniše (gmina Gorenja vas-Poljane)
Laniše – wieś w Słowenii, w gminie Gorenja vas-Poljane. W 2018 roku liczyła 71 mieszkańców.